# 3255 Tholen
3255 Tholen è un asteroide areosecante. Scoperto nel 1980, presenta un'orbita caratterizzata da un semiasse maggiore pari a 2,3723982 UA e da un'eccentricità di 0,3639794, inclinata di 21,35325° rispetto all'eclittica.
L'asteroide è dedicato all'astronomo statunitense David James Tholen.